# Euros for Docs
Euros for Docs est une association loi 1901 éditant une base de données sur les liens entre les acteurs du monde de la santé et l'industrie pharmaceutique. Son outil simplifie l'accès à la base Transparence-Santé, en nettoyant les données et en offrant une interface simplifiée. Son nom est un clin d’œil à la base américaine « Dollars for Docs » proposée depuis 2012 par le site d’investigation ProPublica. En 2021 l'association a lancé la version européenne de son outil.